# Robert de Brus, Lord of Annandale (um 1195)
Robert de Brus, Lord of Annandale (auch Robert (IV) de Brus) (* um 1195; † zwischen 1226 und 1233) war ein englisch-schottischer Adliger.

## Herkunft
Robert de Brus entstammte der Familie Brus. Er war der älteste Sohn von William de Brus und dessen Frau Christina. Nach dem Tod seines Vaters 1211 oder 1212 wurde er zum Erben von dessen Besitzungen, darunter das schottische Kronlehen Annandale sowie von Ländereien in Cumberland und Yorkshire in Nordengland.

## Tätigkeit als schottischer und englischer Adliger
Brus galt 1215 als volljährig, als er vom englischen König Johann Ohneland kleinere Gunstbeweise erhielt, darunter die wohl vorzeitige Übergabe des englischen Erbes seines Vaters sowie die Bestätigung des Rechts, in Hartlepool einen Jahrmarkt abhalten zu dürfen. Der König sah sich zu diesem Zeitpunkt einer Adelsopposition gegenüber, der vor allem nordenglische Barone angehörten, und offenbar versuchte er die Unterstützung von Brus zu gewinnen. Wenig später erzwangen die Barone die Anerkennung der Magna Carta durch den König, und als der König einige Wochen später seine Anerkennung widerrief, kam es zum Ersten Krieg der Barone gegen den König. Tatsächlich gibt es keine Belege, dass Brus sich an dem Kampf der Barone gegen den König beteiligt. Auch an den Feldzügen des mit den rebellierenden Baronen verbündeten schottischen Königs Alexander II. nach England nahm Brus offenbar nicht teil, obwohl der schottische König mit Sicherheit seine Vasallendienste eingefordert hatte. Sein entfernter Cousin Peter de Brus, Lord of Skelton gehörte dagegen zu den rebellierenden Baronen. Nach dem Ende des Kriegs der Barone bezeugte Brus 1221 die Heiratsvereinbarung von Alexander II. mit der englischen Königstochter Johanna. Bis 1226 wurden Schildgeldforderungen der englischen Krone an ihn gerichtet, danach gibt es keine Hinweise mehr, das er noch lebte. Sein Sterbejahr ist unbekannt, doch er starb an einem 21. April oder an einem 26. August. Mit Sicherheit war er vor März 1234 gestorben, als Peter de Brus Hartlepool verwaltete. Lange wurde angenommen, dass er erst 1245 gestorben sei. Möglicherweise erlitt er einen Unfall oder wurde nach 1221 auf anderem Weg beeinträchtigt, so dass sein Bruder William die Verwaltung seiner Besitzungen übernahm. Traditionell wurde er auch als Robert the Noble bezeichnet, doch diese Bezeichnung galt seinem Sohn und Erben. Tatsächlich musste er Edenhall in Cumberland verkaufen.

## Ehe und Nachkommen
Brus hatte Isabel, die zweite Tochter von David, Earl of Huntingdon geheiratet. Die Heirat fand wahrscheinlich nicht lange vor dem Tod von Earl David 1219 statt, und als Mitgift erhielt er Landbesitz in Südengland. Der Umfang seiner Mitgift ist nicht bekannt. Dafür, dass aus der Ehe bereits 1210 ein Sohn geboren wurde, gibt es keine glaubhaften Belege. Brus wurde in Guisborough Priory beigesetzt. Er hatte vermutlich mehrere Kinder, von denen jedoch nur ein Sohn bekannt ist, der sein Erbe wurde: 
- Robert (V) de Brus (um 1220–1295)

Seine Witwe überlebte ihn und starb erst 1251. Sie wurde in Sawtry Abbey in Huntingdonshire beigesetzt. Sie wurde nach dem kinderlosen Tod ihres Bruders John, Earl of Huntingdon eine von dessen Erbinnen.